# Momin Prohod
Momin Prohod (bulgare : Момин проход) est une ville de Bulgarie située dans l'ouest du pays, dans l'oblast de Sofia.
La ville fait partie de l'obchtina (municipalité) de Kostenets, située à environ 70 km de la ville de Sofia. 
En 2006, Momin Prohod a obtenu l'autonomie administrative et a reçu le statut de ville.